# Вилутите, Йоланта
Йоланта Вилутите (лит. Jolanta Vilutytė) (род. 14 декабря 1969, Рокишкис, Паневежский уезд, Литовская ССР, СССР) — литовская баскетболистка, выступавшая в амплуа форварда. Чемпионка Европы 1997, награждена Орденом Великого князя Литовского Гядиминаса III степени.

## Биография
Йоланта Вилутите первые свои шаги в баскетболе делала в спорт-интернате Паневежиса, затем продолжила в Каунасском колледже. В то время она привлекалась в состав юниорской сборной СССР и на её счету золотые медали чемпионата Европы в Болгарии (1988) и чемпионата мира в Испании (1989). После окончания обучения в колледже Йоланта выступает за каунасский «Бангос» в соревнованиях первой лиги СССР.
В 1990 году Вилутите уезжает в Венгрию, где она по настоящему раскрыла свой потенциал в баскетболе. 11 сезонов подряд Йоланта провела в «Мизо Печ», став воистину кумиром для местных болельщиков. С 1999 года она капитан команды, на её счету 6 титулов чемпионата Венгрии, 5 раз становилась обладателем национального кубка, имеет бронзовую медаль Евролиги ФИБА. В сезоне 2000/01 в матче против «Шольноки МАВ» — 104:29 Вилутите удалось сделать квадрупл-дабл: 18 очков, 11 подборов, 10 голевых передач и 10 блок-шотов. По окончании этого сезона, когда Йоланта приняла решение покинуть команду, её провожали 3 500 болельщиков, пришедших на прощальный матч между ветеранами и основным составом. Баскетболистка награждена золотой медалью им. Юдит Хорват, так как она провела за клуб больше 500 матчей — 526 (4 показатель в истории клуба).
Проведя один год в Литве, став чемпионкой национального первенства, она снова вернулась в ставший ей родной венгерский клуб, где добавила себе ещё один титул чемпиона и обладателя куба Венгрии. Итог выступления за «Мизо Печ» — 7 084 очка.
В 2004 году Йоланта окончательно вернулась на родину, она выиграла с «Летувос Телекомас» второй свой титул чемпионата Литвы, после чего заканчивает карьеру в каунасском «Лайсве».
В сборной Литве выступала с 1992 года по 2002 год, за это время она провела в национальной команде 125 матчей, набрав 1 261 очко. Участница трёх чемпионатов Европы и одного «мирового форума». Самым выдающимся моментом её выступления в национальной сборной является чемпионат Европы 1997 года в Венгрии (удачная страна!). На том «золотом» первенстве Иоланта отыграла все 8 игр, при этом находилась на площадке в среднем 32,5 минут (4 показатель в команде) и набрала 260 очков (4 показатель). В финальном матче против сборной Словакии Вилутите набрала 14 очков, сделала 7 подборов.
После окончания профессиональной карьеры Вилутите не оставляет баскетбол и с 2010 года постоянно выступает за вильнюсский БК «Свайя» в международных ветеранских турнирах. Она является двукратной чемпионкой Европы среди ветеранов (2010 и 2012) и двукратной чемпионкой мира (2011 и 2013).
Имеет двух сыновей: Артурас и Томас..

### Статистика выступлений за сборную Литвы (средний показатель)
| Сборная | Сезон | Место | Чемпионат | Чемпионат | Чемпионат | Чемпионат |
| Сборная | Сезон | Место | Игр       | Очк       | Подб      | Перед     |
| ------- | ----- | ----- | --------- | --------- | --------- | --------- |
| ЧМ      | 1998  | 6     | 9         | 12,0      | 4,2       | 2,0       |
| ЧЕ      | 1995  | 6     | 8         | 7,3       | 3,0       | 0,3       |
| ЧЕ      | 1997  | 1     | 8         | 12,8      | 4,4       | 0,8       |
| ЧЕ      | 1999  | 6     | 7         | 13,7      | 5,7       | 1,3       |
| ЧЕ      | 2001  | 4     | 4         | 14,8      | 3,3       | 1,5       |

## Достижения
- Чемпион Европы: 1997
- Чемпион Европы среди юниорок: 1988
- Чемпион мира среди юниорок: 1989
- Бронзовый призёр Евролиги: 2001
- Чемпион Венгрии: 1992, 1995, 1996, 1998, 2000, 2001, 2003
- Чемпион Литвы: 2002, 2005
- Серебряный призёр чемпионата Венгрии: 1999
- Бронзовый призёр чемпионата Венгрии: 1994, 1997
- Обладатель кубка Венгрии: 1997, 1998, 1999, 2000, 2001, 2003
- Победитель Балтийской лиги: 2002, 2005
- Чемпион мира среди ветеранов: 2011, 2013
- Чемпион Европы среди ветеранов: 2010, 2012